# Елін Ланто
Елін Біргітта Ланто (*22 липня 1984, парафія Літслена, Енчепінг, Швеція) — шведська попспівачка.

## Кар'єра
Елін Ланто вперше підписала контракт зі шведським незалежним лейблом Rodeo Records 2001 року. Перший успіх у музичній індустрії вона здобула 2004 року з хітом «I Won't Cry» (пісня виконана Емілією Рідберг 2008 року). Пісня стала популярною у Швеції, а її наступний сингл *«I Can «I Can Do It (Watch Me Now)» провів 15 тижнів у чартах. У 2005 році вийшов її дебютний альбом, який посів 25 місце в національному чарті продажів.
У 2006 році Елін Ланто брала участь у телевізійному музичному конкурсі Rampfeber на TV4 і заспівала дуетом з Рунаром Согаардом. Разом з Йоханом Кінде з Lustans Lakejer виконала пісню «Ніч, як ця».

#### Співачка (2007–2010)
- 2007 – Виступила на Melodifestivalen з піснею «Money», написаною Лассе Андерссоном, але  не пройшла до фіналу, поступившись Джесіці Андерссон.
- 2009 – Спробувала пробитися на американський ринок, випустивши сингл «Discotheque». Пісня увійшла до саундтреку серіалу The L Wor.
- 2010 – Брала участь у Melodifestivalen вдруге, виконавці «Доктор Доктор», але знову не дійшла до фіналу. Того ж року випустила альбом Love Made Me Do I, який об’єднував поп, рок та електроніку.
- 2014 – Після кількох недавніх спроб закріпитися в музичній індустрії припинила співочу кар’єру.

З 2004 по 2007 рік Елін Ланто працювала в жанрі попмузики, завойовуючи популярність завдяки хітам. У 2007–2009 роках вона почала експериментувати з електронними та паверпоп звучаннями, додаючи до своїх музичних елементів. За кілька місяців до участі в Melodifestivalen 2010 співачка випустила альбом Love Made Me Stupid, який поєднував попрок з елементами денсу та павер-попу.

#### Акторка (2014–2018)
Після невдачі на Melodifestivalen Елін Ланто вирішила завершити музичну кар'єру. Вона почала працювати в кіноіндустрії та у 2018 році дебютувала у фільмі «Операція Рагнарок» (Zon 261), де виконала одну з головних ролей.

#### Особисте життя
З 2011 по 2014 рік зустрічалася з актором Рафаелем Едхольмом, а у 2016 році почала стосунки з гітаристом та кінорежисером Джоном Ліндгреном. 
Після 2018 року інформація про нові музичні чи акторські проєкти Елін Ланто відсутня.

## Дискографія
Альбоми
- 2005 рік : Один
- 2010 рік : Любов змусила мене це зробити

Сингли
- 2004 рік : Я не плакатиму
- 2005 рік : Я можу це зробити (дивіться мене зараз)
- 2005 рік : Ми літаємо
- 2007 рік : Гроші
- 2008 рік : Speak 'N Spell
- 2008 рік : Моя улюблена пара джинсів
- 2008 рік : Дискотека
- 2009 рік : Любов зробила мене дурною
- 2010 рік : Доктор Доктор
- 2010 рік : Лоскоче
- 2010 рік : Похорон
- 2014 рік : Мансардне вікно